# 권혁준 (축구 선수)
권혁준(1995년 1월 11일 ~ )은 대한민국의 축구 선수이며, 포지션은 수비수이다.